# جهادگرایی سلفی
جهادگرایی سلفی (به عربی: السلفية الجهادية) به جریانی در درون سلفی‌گری گفته می‌شود که دیدگاه‌های سلفی‌گریِ علمی را رد کرده و جهاد و خشونت را راهی مناسب و ضروری برای مقابله با حملات غرب و حاکمان کشورهای اسلامی علیه اسلام می‌دانند. ایدئولوژی سلفی–جهادی الهام‌بخش بسیاری از گروه‌های مسلح مانند القاعده و داعش در آغاز قرن ۲۱ بوده‌است. هدف آنان پاک کردن جامعهٔ اسلامی از رفتارهای غیراسلامی است. ریشه‌های این دیدگاه را ممکن است در حرکت‌های رادیکال جهادی در دههٔ ۱۹۸۰ میلادی در مصر پیدا کرد. تخمین زده شده‌است که سلفی‌های جهادی کمتر از یک درصد کل جمعیت مسلمانان را تشکیل می‌دهند.
این گروه‌ها متون اسلامی و تاریخ را باز تفسیر نموده و بر آیات نظامی قرآن و تاریخ نظامی اسلام تأکید بسیار دارند.

## برای مطالعهٔ بیشتر
- Egerton, F. (2011). Jihad in the West: The Rise of Militant Salafism (به انگلیسی). Cambridge University Press. Retrieved 2014-07-29.